# Alliopsis laminata
Alliopsis laminata är en tvåvingeart som först beskrevs av Zetterstedt 1838.  Alliopsis laminata ingår i släktet Alliopsis och familjen blomsterflugor. Arten är reproducerande i Sverige. Inga underarter finns listade i Catalogue of Life.